# Museo Balenciaga
El Museo Balenciaga es un museo público consagrado a estudiar y mantener vivo el recuerdo del diseñador de moda Cristóbal Balenciaga. Se encuentra en su localidad natal, Guetaria (Guipúzcoa) y se inauguró en junio de 2011.

## Historia

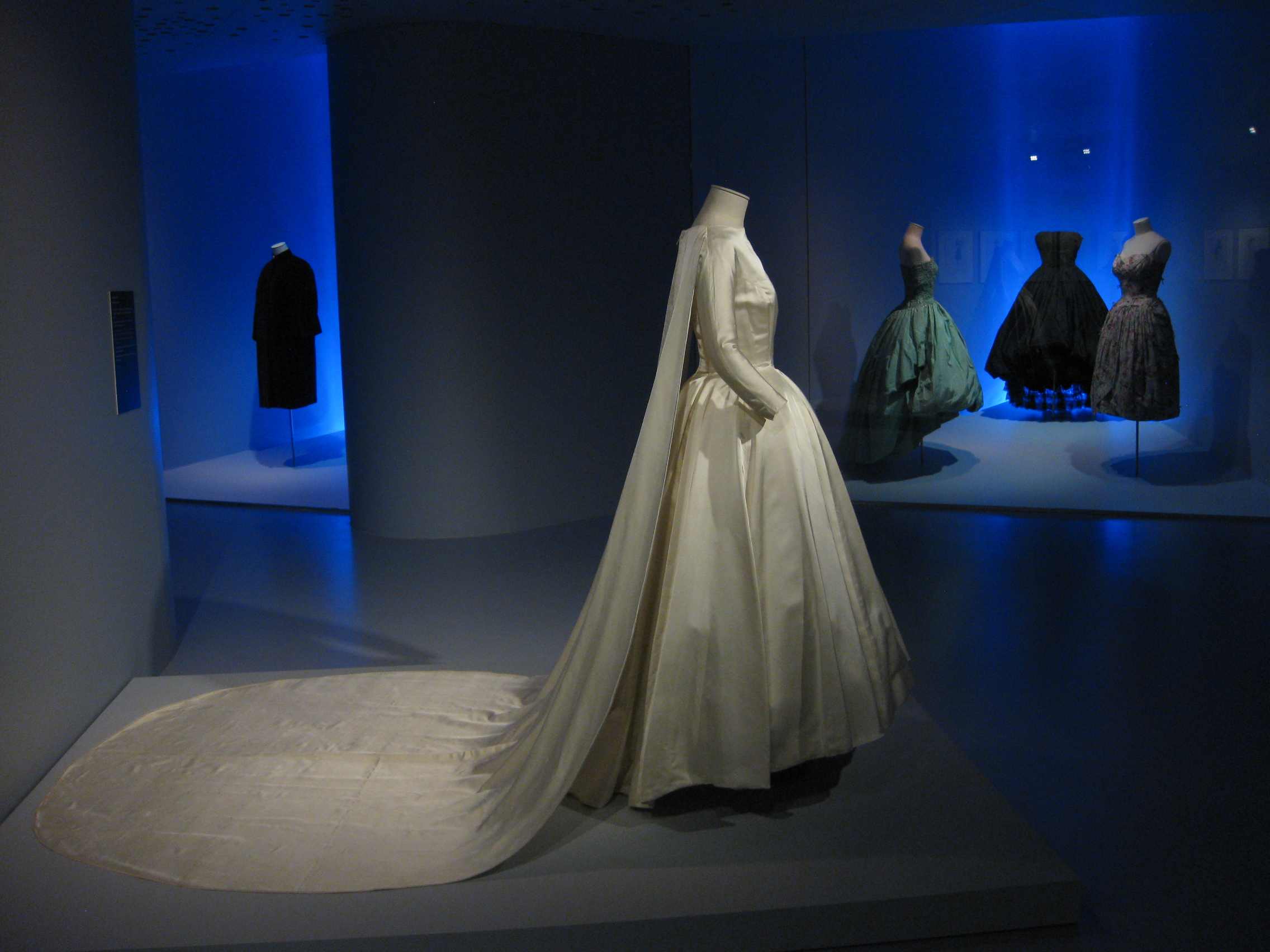
La exposición, Balenciaga y la alta costura en Barcelona, proximidades y distancias, en 2012.

### Creación de la Fundación Balenciaga
En 1994 se creó la Fundación Balenciaga, cuyo principal proyecto era abrir un museo en la localidad natal del famoso diseñador. Para ello se eligió el Palacio Aldamar, un edificio del siglo XIX cuyos propietarios habían apoyado al joven Balenciaga. Anexo al caserón se erigiría un edificio de línea moderna, con el vidrio como principal material.

### Construcción
El museo iba a abrir en un principio en 2003, pero su preparación se vio envuelta por varias irregularidades. Según varias fuentes, el nuevo edificio había sido proyectado por un arquitecto cubano que carecía de homologación para trabajar en España; además, las salas de exhibición eran inadecuadas para las prendas, ya que la intensa luz que entraba por los ventanales amenazaba con deteriorar los tejidos. Por otro lado, una revisión de los fondos desveló la desaparición de algunas prendas de Balenciaga, como pañuelos de seda, que al parecer habían sido entregadas como obsequio a personas ajenas al museo.
El museo iba a costar 6 millones de euros y ha acabado costando más de 20. En el punto de mira se encuentran los arquitectos cubanos Julián Argilagos y Rolando Paciel, y el exalcalde de la villa Mariano Camio.
El Ministerio de Cultura decidió retirar las subvenciones en 2005. Dos años más tarde se decidió desbloquear esta situación al ver que se iban esclareciendo los hechos. El nuevo edificio fue adaptado museológicamente para garantizar la preservación de las prendas expuestas. En cualquier caso, la cantidad del repertorio expuesto se reduce a 90 piezas, que irán rotándose para evitar una prolongada incidencia de la luz.

### Inauguración

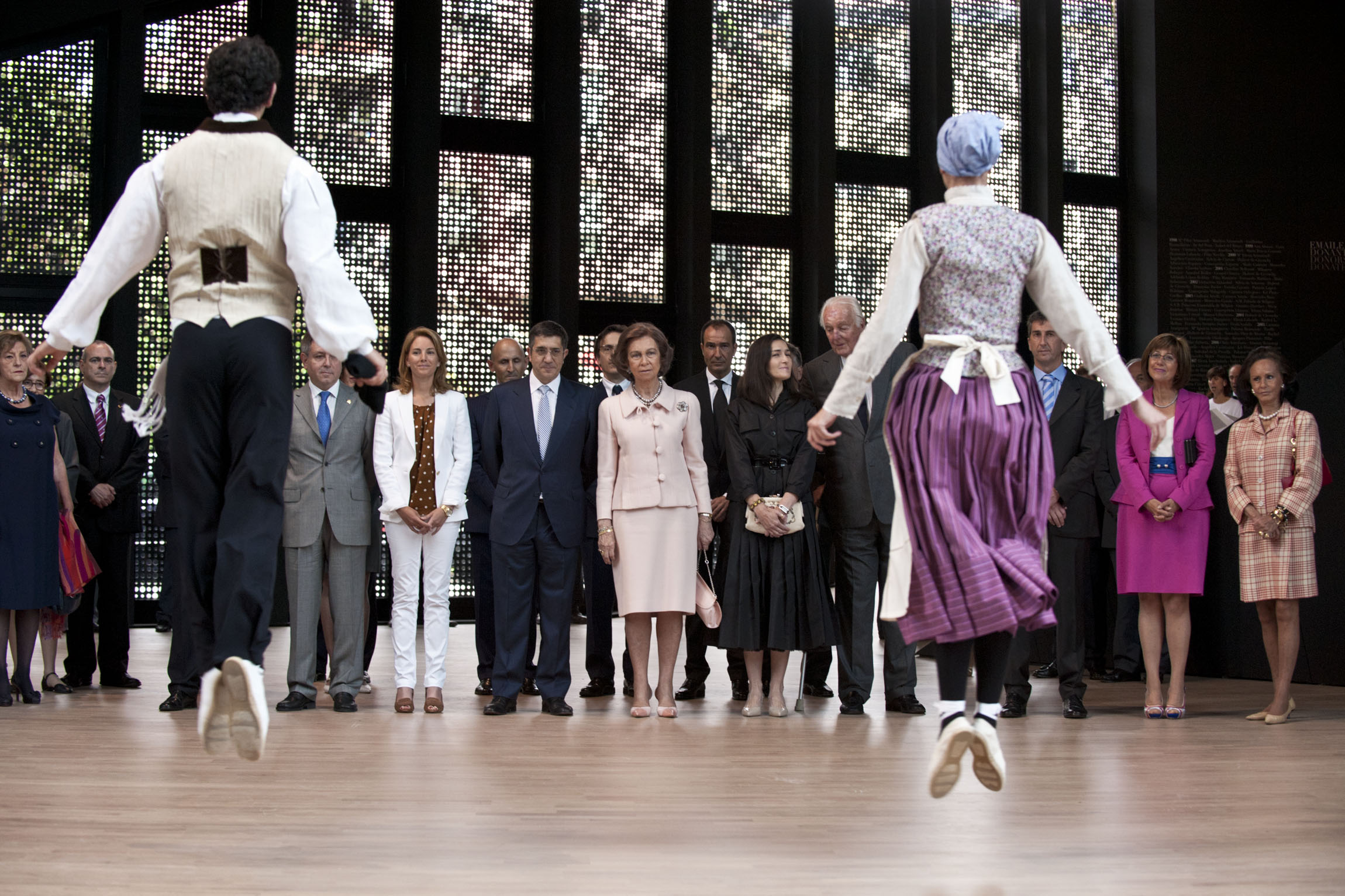
Inauguración del museo el 7 de junio de 2011 con la presencia de la Reina Sofía.

El 7 de junio de 2011 numerosas personalidades se acercaron a la villa guipuzcoana, entre ellas su majestad la Reina Sofía, el veterano diseñador Givenchy, diseñadores españoles de varias generaciones, y damas que lucieron diseños de Balenciaga, como Carmen Martínez-Bordiú.
El primer director del museo fue Javier González de Durana, relevado en 2014 por Miren Vives Almandoz, y la vicepresidenta es Sonsoles Diez de Rivera (hija de Sonsoles de Icaza).

## Colección
Cuenta con un fondo de más de 1200 prendas y complementos diseñados por el artista. Se exhiben de manera rotatoria, tanto por razones de espacio como porque los materiales son frágiles y se deteriorarían en una exhibición continuada. 
Gran parte de la colección se ha reunido gracias a donaciones y préstamos. Unas 600 piezas fueron donadas por Rachel L. Mellon, esposa del magnate bancario estadounidense Paul Mellon y que fue una clienta destacada de Balenciaga. En 2017 el museo dedica una exhibición temporal a esta donante. Otras prendas han sido cedidas en depósito por Hubert de Givenchy, discípulo del maestro de Guetaria, y por herederos de antiguas clientas como Sonsoles de Icaza o Grace Kelly.